# Communauté de communes du Pays Thénezéen
La communauté de communes du Pays Thénezéen est une ancienne communauté de communes française, située dans le département des Deux-Sèvres et la région Poitou-Charentes.
Elle tient son nom de la commune de Thénezay qui en était le siège.

## Histoire
La communauté de communes du Pays Thénezéen a été créée le 29 décembre 1997 à partir des neuf communes du canton de Thénezay.
Elle a cessé d'exister au 31 décembre 2013, les neuf communes faisant désormais partie de la communauté de communes Parthenay-Gâtine depuis le 1er janvier 2014.

## Composition
Elle regroupait les communes suivantes :
1. Aubigny
2. Doux
3. La Ferrière-en-Parthenay
4. Lhoumois
5. Oroux
6. La Peyratte
7. Pressigny
8. Saurais
9. Thénezay

## Jumelage
St. Johann (Württemberg) (Allemagne)

## Administration
| Période                                  | Période       | Identité                | Étiquette | Qualité                          |
| ---------------------------------------- | ------------- | ----------------------- | --------- | -------------------------------- |
| juin 2003                                | avril 2009    | Hervé Talhouet-Roy      |           | Adjoint au maire de Pressigny    |
| avril 2009                               | décembre 2013 | Monique Brément-Marquis |           | Adjointe au maire de La Peyratte |
| Les données manquantes sont à compléter. |               |                         |           |                                  |

## Compétences
- Aménagement de l'espace

Constitution de réserves foncières
Schéma de cohérence territoriale (SCOT)
- Développement et aménagement économique

Action de développement économique
Zones d'activités industrielle, commerciale, tertiaire, artisanale ou touristique
- Développement et aménagement social et culturel

Activités culturelles ou socioculturelles
- Développement touristique
- Environnement et cadre de vie

Développement des énergies renouvelables
Collecte et traitement des déchets ménagers et assimilés
- Logement et habitat

Amélioration du parc immobilier
Opération programmée d'amélioration de l'habitat (OPAH)
Politique du logement social
Programme local de l'habitat (PLH)
- Sanitaire et social

Services d'aide et d'assistance à la personne (personnes âgées ou handicapées)
- Voirie

Création, aménagement et entretien de la voirie
- Enfance et jeunesse

Écoles, petite enfance (pôle multi-accueil et relais assistantes maternelles), accueil de loisirs en maternelle et primaire

### Sources
- Le splaf - (Site sur la Population et les Limites Administratives de la France)
- La base ASPIC des Deux-Sèvres - (Accès des Services Publics aux Informations sur les Collectivités)